# 萧知玄
萧知玄，契丹名萧时时里，小名迪烈，出身契丹蕭氏，辽朝官员。
他是钦哀皇后蕭耨斤的侄子，萧孝诚的第七子，萧知微的弟弟，妻子是楚国夫人。萧知玄官至详稳、宰相、太师、惕隐司，追赠守司徒、兰陵郡王。

## 后裔
- 长子：萧槁剌（讹里本）
  - 孙女：天祚元妃萧贵哥，萧讹里本之女
- 二子：萧挞不也[3]，妻齐国公主、赵国公主、辽道宗二女儿耶律糾里
  - 孙：萧特末，挞不也子，妻越国公主、辽道宗季女耶律特里
    - 曾孙：萧仲恭，萧特末长子
    - 曾孙：萧仲宣，萧特末仲子
- 三女：宋魏国妃乌鲁兀衍（讹都斡）小字讹都婉，适耶律弘本
- 子：萧乙信
- 子：萧阿姆哈
- 子：智不困郎君